# Saturn (família de coets)

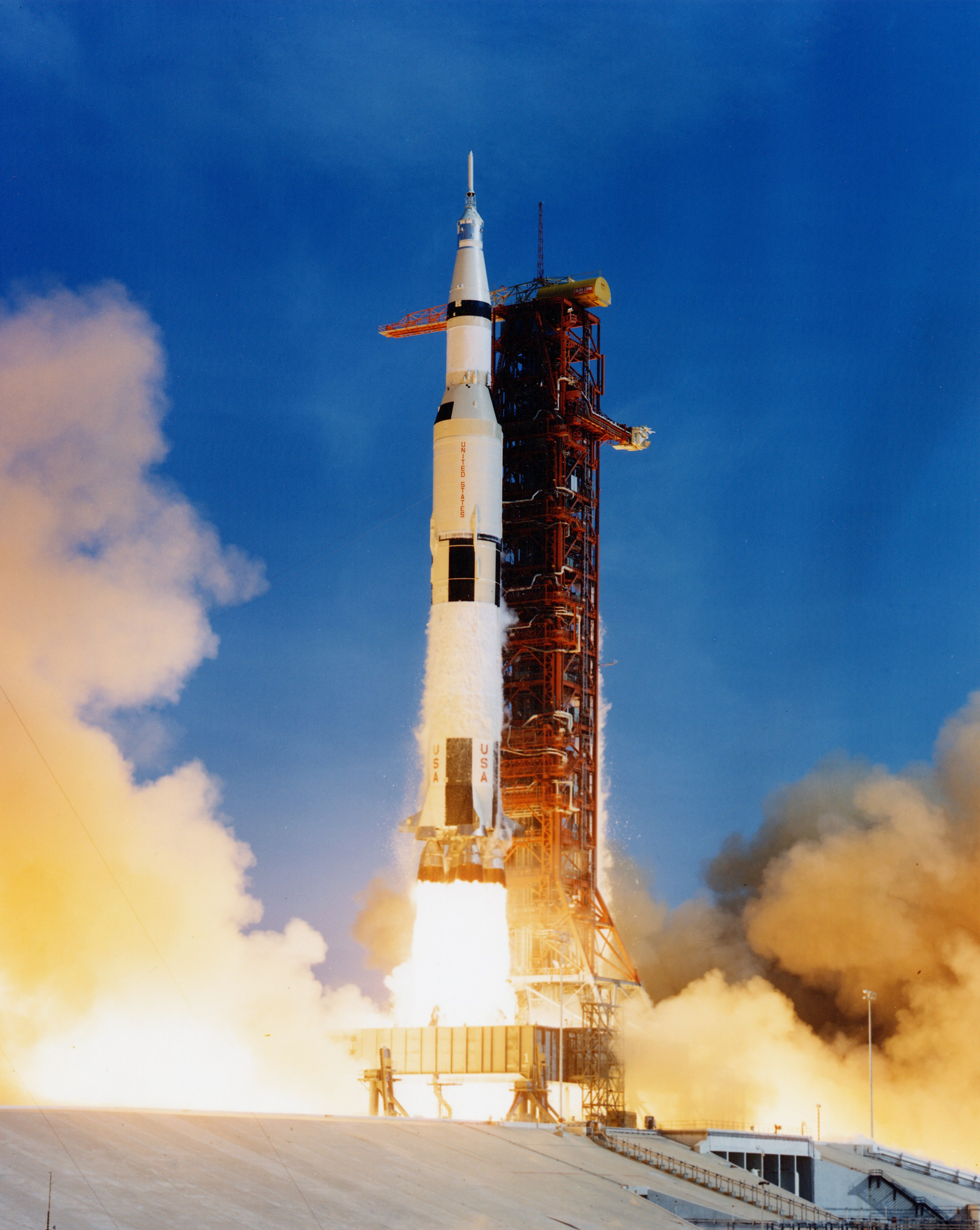
Llançament del coet Saturn V amb la tripulació de l'Apollo 11, la primera a trepitjar la Lluna.

La família de coets Saturn és una família de coets estatunidencs desenvolupats per la NASA a la dècada del 1960 en el marc del seu programa Apollo. Inclou el coet Saturn V, dissenyat per llançar les expedicions lunars i capaç de posar gairebé 120 tones en una òrbita baixa, així com els coets Saturn I i Saturn IB, que permeteren desenvolupar el coet gegantí pas per pas.
Els primers estudis sobre un programa de vehicle de llançament pesant estatunidenc començaren el 1957 al si d'un equip d'enginyers encapçalat per Wernher von Braun, que en aquell temps treballava per l'exèrcit nord-amèrica. El llançament del programa lunar Apollo requerí un vehicle de llançament pesant i conduí a la creació de la família de coets Saturn. El disseny i desenvolupament d'aquests coets foren encarregats al Centre de Vol Espacial Marshall, dirigit per von Braun. Els coets Saturn foren llançats 32 vegades amb un sol fracàs. El coet més potent de la família, el Saturn V, fou llançat 13 vegades entre el 1967 i el 1973.